# Lithostege
Lithostege là một chi bướm đêm thuộc họ Geometridae.